# 채수
채수(蔡壽, 1449년 8월 25일(음력 8월 8일) ~ 1515년 12월 12일(음력 11월 8일))는 조선 전기의 문신이다. 본관은 인천. 자는 기지(耆之), 호는 나재(懶齋)이다. 조선 전기의 한글소설 《설공찬전》의 저자이다.
1468년 생원시에 합격하고 1469년(예종 1) 식년 문과에 장원 급제하여 대사헌, 충청도관찰사, 호조참판 등을 역임하였다. 1506년 중종반정에 가담하여 분의정국공신(奮義靖國功臣)에 녹훈되고 인천군(仁川君)에 봉군되었다. 폐비 윤씨 폐출 사건 당시 윤씨를 용서해줄 것을 청하기도 했다. 중종 반정 후 반정공신 4등이었지만 당시 조정을 풍자하는 설공찬전을 지어 화제가 되었다. 저서로 《나재집》 2권이 있다. 증 좌찬성에 추증되고, 시호는 양정(襄靖)이다. 김종직의 문인이다. 이자와 김안로는 그의 사위들이다.

## 생애

### 초기 활동
아버지는 군수, 남양부사(南陽府使)를 지내고 증(贈) 이조참판(吏曹參判)에 소성군(邵城君)에 추봉된 신보(申保)이고, 할아버지는 세자시강원좌필선을 지내고 증 예조참의에 추증된 윤(倫)이며, 증조부는 군자감 소감(軍資監少監) 영(泳)이다. 어머니는 문화 유씨(文化柳氏)로 유승순(柳承順)의 딸이다. 고려 의종 때의 문신 채보문(蔡寶文)의 11대손이다. 그의 누이 중 1명이 효령대군 보의 손자 평성도정 이위의 처가 되었고, 주계군 이심원은 그의 외조카였다.
부인은 안동권씨로 권이순(權以順)의 딸인데, 경상북도 함창 출신이었다.
11세부터 학문을 시작했고, 시문을 잘 지어 점필재 김종직에게 칭찬을 들었다. 김종직의 문인으로 수학하였다. 뒤에 성균관에 들어가 수학했으며 1468년(세조 14년) 생원시에 합격하고, 1469년(예종 1년) 성균생원으로 식년 문과에 장원 급제하여 바로 사헌부감찰이 되었다. 1470년(성종 1년) 예문관수찬이 된 뒤, 홍문관교리·지평·이조정랑 등을 역임하면서 《세조실록》, 《예종실록》의 편찬에 춘추관기사관의 한 사람으로 참여하였다.

### 관직 생활
음악에도 뛰어나 1475년(성종 6년) 성종 때 이조정랑으로서 장악원의 일까지 맡아보았다. 1476년 이조정랑으로 재직 중, 그 해의 중시(重試) 문과에 2등(二等)으로 급제하였다.
1477년(성종 8년) 응교가 되어 임사홍(任士洪)의 비행을 탄핵했으며, 동부승지, 우부승지, 좌부승지, 우승지, 좌승지, 도승지를 거쳐 대사헌으로 있을 때 폐비 윤씨(廢妃尹氏)가 원자의 생모임을 들어 휼양해줄 것을 청하다가 왕의 노여움을 사서 벼슬에서 물러났다. 그는 홍문관 교리 권경우(權景祐)와 함께 아뢰기를 "윤씨가 비록 폐출되었지만 그래도 지존(至尊)의 배필이었습니다. 그런데 지금은 설만(褻慢)히 대우해 여염(閭閻)에 살게 하니 집안이 가난해 봉양이 군색한 형편입니다. 청컨대 따로 일실(一室)에 거처하게 하고서 관가에서 식량을 대어 주도록 하소서."하니, 성종은 "원자(元子)에게 아부하여 후일의 터전을 도모한다"하시고는 크게 신하를 모아 의논케 하고, 고신(告身)을 회수하고 국문(鞫問)하였으나 굴하지 않았다.
1485년(성종 16년) 비로소 서용되어 충청도관찰사가 되었다가 1488년(성종 19년)에 성절사(聖節使)로서 명나라에 다녀왔으며, 성균관 대사성(成均館大司成)을 거쳐 1494년(성종 25년)에는 호조참판이 되었다. 그러나 연산군이 왕위에 오른 이후 한성부좌윤 등 줄곧 외직을 구하여 무오사화를 피하였다. 1499년(연산군 5년) 특진관에 임명되었다. 1499년(연산군 5년) 이후 예조참판·형조참판 등에 임명되었으나 병을 핑계로 나아가지 않았다. 1503년 1월에는 평안도관찰사에 제수되었으나 간관들로부터 여러번 임명의 부당함을 논박받아 그해 2월 사직을 청하였으나 연산군이 이를 무마시키고 평안도로 부임하였다.
갑자사화 때는 앞서 정희대비(貞熹大妃)가 언서(諺書)로 적은 폐비 윤씨의 죄상을 사관(史官)에게 넘겨준 것이 죄가 되어 경상도 단성으로 장배(杖配)되었다가 얼마 후 풀려났다. 1506년 병을 이유로 사직했고, 그해 용양위호군(龍驤衛護軍)에 제수되었다.

### 생애 후반
1506년 중종반정이 일어나자 여기에 가담, 분의정국공신(奮義靖國功臣) 4등에 녹훈되고, 가정대부에 승진하고, 인천군(仁川君)에 봉군되었다.
그 뒤 후배들과 함께 조정에 벼슬하는 것을 부끄럽게 여겨 벼슬을 버리고 경상도 함창(咸昌)에 쾌재정(快哉亭)을 짓고 은거하며 독서와 풍류로 여생을 보냈다. 사람됨이 총명하고 박람강기하여 천하의 서적과 산경(山經), 지지(地誌), 패관소설(稗官小說)에까지 해박하였다.
1511년 쓴 패관소설 설공찬전이 전하는데, 설공찬전은 한글 소설이었으며, 당시 공신 풍자와 왕이라도 주전충 같은 자는 지옥에 간다는 발언이 중종의 심기를 거슬렀다. 또한 사후세계에 대한 내용이므로 이것은 사림의 비난을 받는 등 화제가 되었다. 설공찬전은 금서로 규정되고 모조리 불태워졌다. 그러나 묵재 이문건이 필사본을 남겨 후대에 전하게 되었다. 이후 관직에서 물러나 함창현 이안(후일의 경상북도 상주시 이안면)으로 낙향, 쾌재정(快哉亭)을 짓고 여생을 보내다가 1515년(중종 10) 사망하였다.
1703년(숙종 29년) 함창의 사림에 의하여 그의 고장에 임호서원(臨湖書院)이 건립되고 표연말(表沿沫)·홍귀달(洪貴達) 등과 함께 제향되었다. 저서로 《나재집》 2권이 있다.

### 사후
그해 3월 함창 율곡(후일의 경상북도 상주시 공검면 율곡리)에 매장되었다. 바로 증 자헌대부 의정부좌참찬 겸 지경여춘추관사 예문관제학(贈 資憲大夫 議政府左參贊 兼 知經筵春秋館事 藝文館提學)에 추증되었다가, 뒤에 증 좌찬성에 가증되고, 시호는 양정(襄靖)이다.
묘소는 경상북도 상주시 공검면 율곡리 산 71에 있으며, 묘소 앞에는 남곤(南袞)이 지은 나재 채수 신도비(懶齋 蔡壽 神道碑)가 세워져 있다. 채수 신도비는 풍화와 마모가 심하지만 국조인물고, 나재집 등을 통해 내용을 알 수 있다. 채수 신도비는 1998년 8월 3일 경상북도 시도유형문화유산으로 지정되었다.
그가 쓴 설공찬전의 사본을 묵재 이문건이 필사한 것이 1997년 발견되었다.

## 저서
- 《나재집》
- 《설공찬전》

이 소설은 1511년(중종 11년) 무렵 채수(蔡壽)가 지은 고전소설이다. 《중종실록》에서는 ‘설공찬전(薛公瓚傳)’, 어숙권(魚叔權)의 《패관잡기》에서는 ‘설공찬환혼전(薛公瓚還魂傳)’으로 표기하였고, 국문본에서는 ‘설공찬이’로 표기하고 있다.
한문 원본은 1511년 9월 그 내용이 불교의 윤회화복설을 담고 있어 백성을 미혹한다 하여 왕명으로 모조리 불태워진 이래 전하지 않으며, 그 국문필사본이 이문건(李文楗)의 《묵재일기》(默齋日記) 제3책의 이면에 《왕시전》·《왕시봉전》·《비군전》·《주생전》 국문본 등 다른 고전소설과 함께 은밀히 적혀 있다가 1997년에 발견되었다. 국문본도 후반부가 낙질된 채 13쪽까지만 남아 있다. 다만 어숙권의 언급에서 결말의 내용을 유추할 수 있다.

## 가족 관계
- 할아버지 : 채륜(蔡倫)
- 아버지 : 채신보(蔡申保, 1420년 ~ 1489년)
- 어머니 : 문화류씨, 유승순(柳承順)의 딸
  - 동생 : 채년(蔡年)
  - 동생 : 채재(蔡載)
- 부인 : 안동권씨, 권이순(權以順)의 딸
  - 아들 : 채윤권(蔡胤權)
  - 아들 : 채소권(蔡紹權, 1480년 ~ 1548년)
  - 며느리 : 천안전씨, 전양(全讓)의 딸
    - 손자 : 채무일(蔡無逸, 1496년 ~ 1546년)

  - 아들 : 채승권(蔡承權)
  - 사위 : 김안로
  - 사위 : 이자

## 그가 나온 작품
- 왕과 비 - 윤관용
- 인수대비 - 강성민

## 관련 문화재
- 나재 채수 신도비 (경상북도 유형문화재 제306호)

## 같이 보기
- 설공찬전
- 중종 반정
- 이행
- 김안로

## 전기 자료
- 이행, 《용재집》 권10, 인천군 채 공 묘지
- 정종로, 《입재집》 권43, 증 자헌대부 의정부 좌참찬 겸 지경연 춘추관사 예문관 제학 행 가정대부 예조참판 홍문관 제학 인천군 시 양정공 나재 채 선생 행장

## 참고 자료
- 「조선의 선비 귀신과 통하다」, 《설공찬전》, 장윤선 저, 이숲(2008년, 147~151p)
- 「조선의 문화공간」, 자천대와 숭정처사 채득기, 이종묵 저, 휴머니스트(2006년, 268~273p)